# Discografia di Cass Elliot
La discografia di Cass Elliot, cantautrice statunitense attiva come solista dal 1968, si compone di 6 album in studio, 2 raccolte, un album dal vivo e numerosi singoli.

## Album

### Album in studio
- 1968 – Dream a Little Dream
- 1969 – Bubblegum, Lemonade, and... Something for Mama
- 1970 - Monte Walsh
- 1971 – Cass Elliot
- 1972 – The Road Is No Place for a Lady
- 1973 – Don't Call Me Mama Anymore

### Album dal vivo
- 1971 - The Complete Cass Elliot Collection

### Raccolte
- 1970 - Mama's Big Ones: Her Greatest Hits

## EP
- 1972 - It's Getting Better

## Singoli
- 1968 - Dream a Little Dream of Me

## Collaborazioni con altri artisti (parziale)
- 1970 - Stephen Stills - Stephen Stills
- 1971 - Dave Mason & Cass Elliot